# Wilajet sogdyjski
Wilajet sogdyjski (tadż. вилояти Суғд, wilojati Sughd) – jeden z czterech wilajetów (jednostka podziału administracyjnego) Tadżykistanu. Leży w północno-zachodniej części kraju, a jego stolica to Chodżent. Jego powierzchnia wynosi 25 400 km², a populacja w 2010 roku wyniosła 2 216 900 osób. Na zachodzie i północy graniczy z Uzbekistanem, na wschodzie - z Kirgistanem, zaś na południu - z Rejonami Administrowanymi Centralnie. Do wilajetu należą eksklawy Kajragocz i Woruch na terenie Kirgistanu oraz Sawrak na terenie Uzbekistanu. Do najważniejszych miast należą: Pandżakent, Gafurow, Isfara, Istarawszan, Konibodom i Buston.
Wilajet został administracyjnie ustanowiony 23 grudnia 1970 roku. Do 2000 roku nosił nazwę wilajetu leninabadzkiego.
Rejony wilajetu sogdyjskiego:
- Ajni
- Aszt
- Dżabbor Rasulow
- Gafurow
- Gonczi
- Isfara
- Istarawszan
- Konibodom
- Kuhistoni Mastczoh
- Mastczoh
- Pandżakent
- Spitamen
- Szahriston
- Zafarobod